# Clarisse Cruz
Pour les articles homonymes, voir Cruz.
Clarisse Maria Pinho Cruz (née le 9 juillet 1978 à Ovar) est une athlète portugaise, spécialiste du Steeple 3000 mètres. Elle est sous contrat avec le club du Sporting Clube de Portugal.

## Biographie
Elle rejoint le prestigieux Sporting Clube de Portugal (club le plus titré du pays en athlétisme) et est sacrée championne nationale du 3 000 mètres steeple en 2004, 2005, 2006, 2010 et 2012. Elle n'est pas une athlète professionnelle et travaille tous les jours à la mairie d'Ovar. Elle représente le Portugal aux Jeux olympiques d'été de 2008 à Pékin où elle termine 15e de sa série de qualifications (34e du classement général). De nouveau qualifiée pour les Jeux olympiques d'été de 2012 à Londres grâce à sa victoire lors de la Coupe d'Europe des clubs champions d'athlétisme, elle améliore sa performance en se qualifiant pour la finale, battant même son record personnel malgré une chute durant la course.